# Żurawlino
Żurawlino (ros. Журавлино) – wieś (ros. село, trb. sieło) w zachodniej Rosji, centrum administracyjne sielsowietu łobazowskiego w rejonie oktiabrskim (obwód kurski).

## Geografia
Miejscowość położona jest nad Worobżą (lewy dopływ Sejmu), 9,5 km na południe od centrum administracyjnego rejonu (Priamicyno), 20 km na południowy zachód od Kurska, 7 km od drogi magistralnej (federalnego znaczenia) M2 «Krym».
We wsi znajduje się 107 posesji.
Klimat
Miejscowość, jak i cały rejon, znajduje się w strefie klimatu kontynentalnego z łagodnym ciepłym latem i równomiernie rozłożonymi opadami rocznymi (Dfb w klasyfikacji klimatów Köppena).

## Demografia
W 2010 r. wieś zamieszkiwały 223 osoby.